# Walter Oesau
Walter Oesau (8. červen 1913, Farnewinkel ve Šlesvicku-Holštýnsku - 11. květen 1944, St. Vith v Belgii) byl německý důstojník letectva a letecké eso druhé světové války.

## Život
V říjnu 1933 vstoupil dvacetiletý Walter do 2. dělostřeleckého pluku (2. Artillerieregiment) německého Reichswehru. Dne 20. dubna 1937 byl povýšen do hodnosti poručíka (Leutnant). V dubnu 1938 se dobrovolně přihlásil do Legie Condor, která byla nasazena ve španělské občanské válce. V roce 1939 se vrátil do Německa s 8 dosaženými leteckými sestřely. V září 1939 byl, již v hodnosti nadporučíka (Oberleutnant), velitelem 7. letky eskadry Jagdgeschwader 51 (JG 51). Dne 13. května 1940 dosáhl svého prvního vzdušného vítězství ve druhé světové válce, když sestřelil jeden francouzský Curtiss P-36 Hawk. Na konci západního tažení měl již 5 sestřelů. Dne 19. července 1940 získal hodnost kapitána (Hauptmann). V srpnu téhož roku se stal Oesau velitelem III. skupiny eskadry JG 51. V prosinci byl pak převelen ke III. skupině eskadry JG 3. Dne 5. února 1941 dosáhl svého 40. leteckého vítězství. Poté byl v červnu nasazen na východní frontě při vpádu Wehrmachtu do Sovětského svazu. Již 15. července měl na kontě 80 sestřelů. Ve stejný den byl také povýšen na majora (Major) a jmenován velitelem JG 2. V říjnu dosáhl hranice 100 sestřelených letadel, hned poté dostal zákaz létat, který byl zrušen až v srpnu 1942. V červnu 1943 byl jmenován velitelem skupiny stíhačů 4, později přejmenované na Bretagne (Jagdfliegerführer 4/Bretagne). V říjnu 1943 obdržel velení nad JG 1. Povýšen na plukovníka (Oberst) byl 1. května 1944 a o týden později (8. května) sestřelil své poslední letadlo - americké P-47. 11. května vedl svou jednotku proti nepřátelským bombardérům nad Belgií. Přesila amerických P-38 ho pronásledovala a nakonec nad městem St. Vith sestřelila. Pád letadla nepřežil.
Při svých přibližně 300 bojových vzletech ve druhé světové válce sestřelil 125 letadel, z toho 10 čtyřmotorových bombardérů. Dalších 8 vítězství si připsal ve Španělsku.

## Vyznamenání
- Španělský kříž ve zlatě s meči a brilianty
- Rytířský kříž Železného kříže (20.08.1940)
- Rytířský kříž Železného kříže, s dubovou ratolestí, 9. držitel (06.02.1941)
- Rytířský kříž s dubovými ratolestmi a meči
- |  Železný kříž II. a I. třídy
- Německý kříž ve zlatě
- Odznak za zranění1939 černý